# Козловцы (Смоленская область)
Козловцы — деревня в Вяземском районе Смоленской области России. Входит в состав Тумановского сельского поселения. В 2004—2017 годах входила в состав Ермолинского сельского поселения. По состоянию на 2007 год постоянного населения не имеет. Недалеко деревни на правом берегу Жижалы расположено городище, оставшееся от древнего города-крепости Козлова.
Расположена в восточной части области в 19 км к востоку от Вязьмы, в 14 км южнее автодороги М1 «Беларусь», на берегу реки Жижала. В 6 км южнее деревни расположена железнодорожная станция Исаково на линии Вязьма — Калуга.

## История
В годы Великой Отечественной войны деревня была оккупирована гитлеровскими войсками в октябре 1941 года, освобождена в марте 1943 года.

## Население
| 2015 |
| ---- |
| 0    |